# Stylurus gaudens
Stylurus gaudens – gatunek ważki z rodziny gadziogłówkowatych (Gomphidae).